# 帕克鎮區 (阿肯色州內華達縣)
帕克鎮區（英語：Parker Township）是位於美國阿肯色州內華達縣的一個行政鎮區。

## 地方資料
帕克鎮區的面積為131.87平方千米，當中陸地面積為131.57平方千米，而水域面積為0.30平方千米。根據2010年美國人口普查的數據，當地共有人口628人，而人口密度為每平方千米4.76人。